# 東京都立産業技術大学院大学
東京都立産業技術大学院大学（とうきょうとりつさんぎょうぎじゅつだいがくいんだいがく、英語: Advanced Institute of Industrial Technology）は、東京都品川区東大井一丁目10番40号に本部を置く日本の公立大学。2006年創立、2006年大学設置。大学の略称はAIIT、都立産技大（とりつさんぎだい）。

## 概要
東京都立産業技術大学院大学は、東京都公立大学法人が設置運営する専門職大学院である。同法人が設置する高等教育機関には総合大学の東京都立大学・高等専門学校の東京都立産業技術高等専門学校があり、本学は産業技術高等専門学校の品川キャンパスと同じ場所に存在する。設立時の大学名は「産業技術大学院大学」であったが、2020年4月より大学名に「東京都立」を冠し、「東京都立産業技術大学院大学」と変更したが、英語名は変更されていない。
国内外の産業技術分野において活躍できる高度専門技術者の養成を目的としている。

### 教育および研究
- 高度な専門知識と体系化された技術ノウハウを活用して、新たな価値を創造し、産業の活性化に資する意欲と卓抜した業務遂行能力を持つ高度専門技術者の養成を目指している。
- 通常の大学院が研究者の育成を目的としているのに対して、本大学院は高度専門技術者の養成を目的とした専門職大学院である。社会人の学生が多い[2][3]。
- 4学期制、PBL (Project Based Learning) 型教育、講義支援システム（講義の映像をインターネット経由で視聴できる）、KHP（AIIT Knowledge Home Port。修了後10年間、講義の映像をインターネット経由で無料で視聴できる）、長期履修制度（2年間で修了するのと同じ学費負担で3年間在学できる）、AIIT単位バンク（科目等履修生）、平日夜間・土曜昼間開講等の特徴がある。
- 3次元プリンターやレーザー加工機、ＮＣ工作機、大型プリンターなどが設置されている「東京夢工房」を設置しており、本格的なデザイン環境を学生に提供する[4]。
- 創造技術コースと情報アーキテクチャコースは専門実践教育訓練給付金の対象であり、対象者は通常の30%の学費で修了することができる。
- 事業設計工学コースは一般教育訓練給付金の対象である。
- 単位バンク生制度という本学独自の制度が存在する。これは科目等履修生を単位バンク生と呼称し、履修申請により正規生と同じように授業を受けられるようになるだけでなく、5年以内に入学した場合に既習単位として算入する制度である。これにより社会人であっても無理なく長期的に学習することが可能である。
- 「東京都立産業技術大学院大学 次世代の産業技術界を牽引するDXリーダーのAIIT型養成プログラム」が、文部科学省 令和６年度大学・高専機能強化支援事業「高度情報専門人材の確保に向けた機能強化（支援２）」に選定された。

#### 産業技術専攻　事業設計工学コース（2020年～）
- 修了時に取得できる学位は「事業設計工学修士（専門職）」。
- 産業技術分野のアントレプレナー、経営を科学できる産業技術リーダー、新事業の成功確度を担保できる経営者、飛躍的事業承継人材、事業確度を高める価値創造できる事業イノベーターの育成を目的としている。

#### 産業技術専攻　情報アーキテクチャコース(2019年入学者までは情報アーキテクチャ専攻)
- 修了時に取得できる学位は「情報システム学修士（専門職）」。
- 大規模で複雑なプログラム開発や新しい仕事のしかた、プロジェクト管理の能力やシステム運用を含む全体プロセスの管理能力などの能力を有する人材育成を目的としている。
- カリキュラムは、ICT基礎科目、基礎共通科目、ICT科目、システム開発科目、エンタプライズ科目、マネージメント科目、PBLから構成される。モデルコースとしては、ソフトウェア開発、ネットワーク、プロジェクトマネージメント、DB、CIO・マネージメント、セキュリティがある。
  - 日本技術者教育認定機構 (JABEE) による2010年度専門職大学院認証評価を受審し、適合と認定された。

#### 産業技術専攻　創造技術コース（2019年入学者までは創造技術専攻）
- 修了時に取得できる学位は「創造技術修士（専門職）」。
- マーケットの潜在的な期待に迫り､顧客に未来を語ることができ､次世代の製品やサービスのあるべき姿を描くことができる人材であり､商品を　企画し､その開発を提案する商品企画責任者 や商品企画が意思決定された後､感性デザインと機能性デザインの知識を駆使して最適設計から製造までをマネージメントできる開発責任者の育成を目的としている。
- カリキュラムは、創造技術基礎科目、産業材料科目、プロダクト・イノベーション科目、インダストリアル・デザイン科目、デジタル技術科目、創造技術特別演習で構成されている。
  - インダストリアル・デザイン、コミュニケーションデザイン、システム設計、組み込み、MOT、グローバルコミュニケーションに関する科目もある。

## 沿革
2006年4月、公立大学法人首都大学東京（現：東京都公立大学法人）によって設立された。
現学長は橋本洋志。
- 2005年4月 - 公立大学法人首都大学東京 設置。初代理事長は高橋宏。
- 2006年4月 - 産業技術大学院大学 開学。初代学長は石島辰太郎。1研究科1専攻（情報アーキテクチャ専攻），OPI及び附属図書館を設置。
- 2008年4月 - 創造技術専攻を設置。1研究科2専攻。
- 2008年7月 - 秋葉原サテライトキャンパス開設
- 2020年4月 - 東京都立産業技術大学院大学に改称。専攻を再編し、産業技術専攻のもとに事業設計工学コース、情報アーキテクチャコース、創造技術コースを設置。1研究科1専攻3コース。
- 2021年3月 - 秋葉原サテライトキャンパスを廃止

## 基礎データ

### 所在地
- 品川シーサイドキャンパス（東京都品川区東大井1-10-40）

## 教育および研究
※大学院大学のため、学部は存在しない。

### 大学院
- 産業技術研究科
  - 産業技術専攻
    - 事業設計工学コース（2020年度に2専攻が統合されるにあたって設置）（専門職学位課程）
    - 情報アーキテクチャコース（2020年度設置。2019年入学者までは情報アーキテクチャ専攻）（専門職学位課程）
    - 創造技術コース（2020年度設置。2019年入学者までは創造技術専攻）（専門職学位課程）

### 附置機関・組織
- OPI（オープンインスティテュート）
- APEN（Asia Professional Education Network）事務局
- 附属図書館 ※地域企業の技術者及び修了生に開放されている。
- 東京都立産業技術高等専門学校品川キャンパスと校舎を共有している。

## 学生生活

### 大学生活協同組合
- 本学の学生・教職員は、東京都立大学生活協同組合に加入することができる。また、購買及び食堂は、同建屋に所在する東京都立産業技術高等専門学校品川キャンパスの店舗が最寄りであるが、平日夜間及び土休日は閉店している。

## 施設

### キャンパス

#### 品川シーサイドキャンパス
- 使用研究科：産業技術研究科
- 交通アクセス：青物横丁および鮫洲からは10分、品川シーサイドから約5分。

## 対外関係

### 地方自治体、公共団体との協定
- 東京都[5]
- 品川区[6]
- 大田区
- 江東区
- 中野区
- 三鷹市（三鷹ネットワーク大学）
- 財団法人東京都中小企業振興公社
- 地方独立行政法人東京都立産業技術研究センター

### 企業・団体との協定
- 東京商工会議所
- さわやか信用金庫[7]
- 城南信用金庫[8]
- 多摩信用金庫[9]

### 他大学との協定
- 京都情報大学院大学
- 神戸情報大学院大学
- 上海交通大学
- 琉球大学
- 自由学園

その他
- 国際メカトロニクス研究教育機構（IOREM）加盟大学
- enPiTビジネスシステムデザイン分野連携大学

### ソーシャルメディア
- 東京都立産業技術大学院大学 / AIIT: Advanced Institute of Industrial Technology  (aiit.ac.jp) - Facebook
- 東京都立産業技術大学院大学 AIIT (@aiit4u) - X（旧Twitter）